# マイケル・ボンド (ラグビー選手)
マイケル・ボンド（Michael Bond、1987年1月27日 - ）は、オーストラリアのラグビー選手。

## プロフィール
- オーストラリアブリスベン出身。
- ポジションはセンター(CTB)。
- 身長 179cm、体重 96kg
- ニックネームはBondy。

## 略歴
5歳からラグビーリーグをプレーし、ウェイブルステート高校を卒業し、21歳までナショナルラグビーリーグ（NRL）のブリスベン・ブロンコズとシドニー・ルースターズでプレーした。その後ユニオンに転向し、フランスのビアリッツ・オランピック、さらにスーパーラグビーのレベルズの下部組織を経て、2014年、キヤノンイーグルス(現・横浜キヤノンイーグルス)に加入した。同年8月30日に行われたジャパンラグビートップリーグ1stステージ第2節のリコーブラックラムズ戦に途中出場で日本での公式戦初出場を果たした。
2017年、スーパーラグビーサンウルブズの2017年スコッドに入った。
2022年、横浜キヤノンイーグルスを退団した。